# Robert Montagu
Pour les articles homonymes, voir Montagu.
Robert Montagu (24 janvier 1825 - 6 mai 1902), est un homme politique conservateur britannique. Il est vice-président du Comité de l'éducation entre 1867 et 1868.

## Jeunesse et formation
Montagu est né à Melchbourne, Bedfordshire, le deuxième fils de George Montagu (6e duc de Manchester) et de sa première épouse Millicent, fille de Robert Bernard Sparrow. William Montagu (7e duc de Manchester), est son frère aîné. Il fait ses études au Trinity College, Cambridge et obtient une maîtrise en 1849. 
Il est député pour Huntingdonshire de 1859 à 1874 et pour Westmeath de février 1874 jusqu'à ce qu'il se retire en 1880. Sous le comte de Derby et Benjamin Disraeli il est vice-président du Comité sur l'éducation de mars 1867 jusqu'à la chute du gouvernement en décembre 1868 et est admis au Conseil privé en 1867. Il est un partisan des politiques protectionnistes. Il est membre du Carlton Club et de l'Athenaeum Club.

## Famille
Montagu épouse Ellen Cromie, née en 1825, fille de John Cromie, à Dublin le 12 février 1850. Ils ont quatre enfants, mais leur premier fils, John, est mort jeune. Ellen est décédée à l'âge de 32 ans le 11 juillet 1857 à Portstewart, dans le comté de Londonderry. Montagu se remarie à Londres le 18 octobre 1862 avec Elizabeth Wade (Holton, Suffolk, 15 mai 1839 - Londres, 29 décembre 1908), fille de William Wade de Holton, Suffolk, et ils ont six autres enfants. Ce second mariage scandalise la société, puisque Betsy Wade avait été femme de chambre lorsque Montagu la rencontre. Montagu meurt le 6 mai 1902  à 91 Queens Gate, South Kensington, Londres et est enterré au Kensal Green Cemetery.